# 成基命
成 基命（せい きめい、1559年 - 1635年）は、明末の官員。字は靖之。

## 生涯
河北大名府の人。親しみやすく、寛大な性格であったという。
万暦35年（1607年）、科挙に合格して進士に及第し、庶吉士になった。後、司經局洗馬、国子監司業に任ぜられた。天啓年間には、少詹事、礼部侍郎を務めた。東林党人であったが、人受けがよかった。天啓6年（1626年）、同学の楊漣のため非難を受け、休暇を乞うて帰郷した。
崇禎元年（1628年）、吏部左侍郎として復帰した。崇禎3年（1630年）、首輔を加えられた。しかし懲罰を受けた数多い官員のために赦免を懇請し、崇禎帝の不興を買った。6か月後、罷免され帰郷した。崇禎8年（1635年）、郷里で逝去した。

## 参考資料
- 『崇禎長編』
- 『明史』列伝第一百三十九